# Quercus bebbiana
Quercus bebbiana är en bokväxtart som beskrevs av Camillo Karl Schneider. Quercus bebbiana ingår i släktet ekar, och familjen bokväxter. Inga underarter finns listade.